# Michel Verschueren
Pour les articles homonymes, voir Verschueren.
Michel Verschueren, né le 17 mars 1931 à Boortmeerbeek dans le Brabant flamand en Belgique, et mort le 14 septembre 2022 à Wolvertem,, est un homme d'affaires et dirigeant sportif belge.
Ancien joueur, entraîneur et préparateur physique, il est manager du RSC Anderlecht de 1981 à 2003.
Également connu sous les surnoms de « Mister Michel » et « Le Renard argenté », il s'est fait remarquer à plusieurs reprises pour ses opinions parfois très controversées.

## Biographie
Michel Verschueren naît à Boortmeerbeek, commune du Brabant flamand, en Belgique.
Il grandit dans une famille de quatre enfants. Sa mère était femme au foyer, son père employé de banque. Adolescent, il suivit son parcours scolaire à l'athénée à Malines avant d'entamer des études d'éducation physique à la Katholieke Universiteit Leuven (KUL), où il croise la route d'Urbain Braems et est particulièrement impressionné par l'un de ses professeurs, le gymnaste Michel Bottu, dont il apprend énormément,.
Il est également joueur de football, évoluant au sein du modeste KRC Boortmeerbeek, qu'il entraînera plus tard pendant deux saisons.

### SC Eendracht Alost
En 1957, Michel Verschueren s'engage auprès de l'Eendracht Alost où il est chargé de la condition et de la préparation physique des joueurs sous la férule de l'entraîneur Rik Geertsen. Lors de son passage, il introduit de nouvelles techniques et méthodes d'entraînement : les joueurs devaient, par exemple, monter les escaliers des tribunes munis de ballons médicinaux ou équipés de sacs à dos alourdis. Il combine à l'époque son métier de préparateur physique avec celui d'enseignant au Vrij Technisch Instituut (nl) (VTI) d'Alost,.
Le 5 novembre 1961, l'Eendracht Alost reçoit le Standard de Liège dans le cadre de la 10e journée du championnat. L'arbitre de la rencontre, Arthur Blavier, exclut plusieurs joueurs alostois, le capitaine d'une Eendracht réduite à huit joueurs, Gaston Van der Elst, quitte alors le terrain, furieux et dégoûté par les décisions selon lui partisanes du referee, et incite ses équipiers à le suivre. Le match est arrêté. Environ 14 000 supporters envahissent alors la pelouse et agressent l'arbitre à coups de mottes de terre. Après plusieurs minutes d'interruption, la partie reprend jusqu'à ce que trois joueurs locaux soient amenés tour à tour à quitter le jeu eux aussi, cette fois sur blessure. Avec encore seulement cinq Alostois présents, Monsieur Blavier met un terme à la partie avant la fin du temps réglementaire et l'Eendracht perd l'enjeu par forfait. Ces événements sont connus par les sympathisants du club alostois comme « L'Affaire Blavier ».

Partie prenante dans le chaos entourant la rencontre, Michel Verschueren se voit suspendu douze mois par la fédération.

### RSC Anderlecht
En 1963, le président Albert Roosens l'attire au Sporting d'Anderlecht. Michel Verschueren y endosse là aussi le rôle de préparateur physique et collabore successivement avec les entraîneurs Pierre Sinibaldi, Arnold Deraeymaeker, András Béres et Norberto Höfling tout au long des six saisons suivantes.
Lorsque Pierre Sinibaldi revient à Anderlecht en 1969, Norberto Höfling part au Daring de Molenbeek emmenant Michel Verschueren avec lui,.

### Daring Club de Bruxelles, puis RWD Molenbeek
Le premier mois, Michel Verschueren s'occupe de la préparation physique des joueurs, il devient ensuite manager et travaille alors en étroite collaboration avec Jean-Baptiste L'Ecluse, le président du club.

En 1973, lorsque le Daring cesse ses activités, le Royal White Star AC déménage au Stade Edmond Machtens et prend le nom de Racing White Daring de Molenbeek (RWDM). Michel Verschueren endosse le rôle de secrétaire et est impliqué de ce fait dans le transfert historique de Paul Van Himst en 1975. Le RWDM avait précédemment conquis le titre de champion de Belgique la même année, ce qui valut le Soulier d'or en janvier 1976 à Johan Boskamp, la force motrice de l'équipe.

### Retour au RSC Anderlecht
En 1980, Michel Verschueren retourne au Sporting, le travail accompli chez ses voisins n'avait en effet pas échappé à l'œil attentif de Constant Vanden Stock,. Les deux hommes allaient d'ailleurs devenir d'excellents amis au cours des années qui suivirent. Michel Verschueren se révèlera être un manager loyal, dévoué corps et âme à défendre les intérêts de son président et de son club. C'est notamment sous son impulsion, entre 1983 et 1991, que le vieillissant Parc Astrid fut transformé en stade moderne et multifonctionnel, autofinancé, avec loges privatives et business seats : l'actuel Stade Constant Vanden Stock,. La capacité totale fut réduite de 38 000 à 28 000 spectateurs.
Durant son mandat, Michel Verschueren se distingue aussi par quelques transferts retentissants. En décembre 1980, il se rend aux États-Unis avec la ferme intention de ramener Juan Lozano dans ses valises. Il qualifie ce transfert lui-même, encore aujourd'hui, comme étant le meilleur qu'il ait jamais réalisé. En 1989, il débauche Marc Degryse chez le rival ancestral, le Club de Bruges. Mais le transfert le plus notable est sans aucun doute celui de l'un des plus grands talents africains, Nii Lamptey, dans le cadre duquel il fait appel à Stephen Keshi, défenseur au Sporting à l'époque, pour solliciter son aide. Stephen Keshi attire Nii Lamptey en Belgique où il s'avère par la suite que le jeune footballeur est muni d'un faux passeport. Vingt-quatre heures plus tard, Michel Verschueren a réglé le problème auprès de la douane, avec le soutien il est vrai de quelques personnalités sympathisantes des « Mauves et Blancs », Nii Lamptey peut entrer en Belgique et s'entraîner avec ses futurs coéquipiers.
En tant que manager d'Anderlecht, Michel Verschueren connait également quelques périodes difficiles. Il y eut tout d'abord l'Affaire Anderlecht-Nottingham Forest, une affaire de corruption datant du courant des années 1980 dénoncée par Jean Elst et René Van Aeken, deux figures du « milieu » anversois, à qui le président Constant Vanden Stock et lui-même ont longtemps payé le prix du silence. Le scandale éclata au grand jour en 1996, lorsque Roger Vanden Stock prit la succession de son père.
Le deuxième épisode sensible remonte à la même époque : après la révélation de l'Affaire Standard-Waterschei, le juge d'instruction Guy Bellemans dévoile un circuit d'argent sale dans le milieu du football belge. Plusieurs clubs, parmi lesquels le RSC Anderlecht, connaissent en effet à l'époque des difficultés financières. Michel Verschueren passe quelques heures en prison dans le cadre de l'enquête avant que le président Constant Vanden Stock ne conclue un accord avec les autorités.
Dans les années 1990 également, faisant suite à l'Arrêt Bosman, Anderlecht connait une nouvelle période financière compliquée.
En janvier 2002, Alain Courtois est désigné comme successeur de Michel Verschueren et ils collaborent ensemble dans un premier temps avant qu'Alain Courtois ne jette l'éponge en octobre 2002. Michel Verschueren conserve donc le flambeau un peu plus longtemps que prévu avant de finalement le transmettre à Herman Van Holsbeeck en 2003. Celui-ci travaille néanmoins encore un an dans l'ombre de « Mister Michel » avant de reprendre officiellement sa fonction.
Après sa carrière de manager, Michel Verschueren entre au comité de direction du RSC Anderlecht et reprend également la gestion du restaurant « Le Saint-Guidon ».
En 2011, le nom de Michel Verschueren est à nouveau cité par la justice dans le cadre d'une enquête portant sur quelques transferts douteux réalisés par Lucien D'Onofrio. Plusieurs journaux belges avaient titré que le transfert d'Ivica Mornar en 2001 aurait été payé au moyen d'une caisse noire, afin de diminuer le salaire « officiel » du joueur et ainsi faire des économies sur les cotisations sociales et fiscales liées. Le Sporting d'Anderlecht et son ancien manager signent une transaction pénale avec la justice liégeoise en mai 2015 afin de mettre fin aux potentielles poursuites dans le cadre de ce dossier,.

## Controverses
Tout au long de ses vingt ans de « règne » au sein de la « Maison Mauve », Michel Verschueren s'est aussi fait remarquer par ses sorties, pas forcément nuancées, dans la presse et par le biais des réseaux sociaux sur différents sujets de la vie sociale et économique.
Lors de la diffusion de Morgen Maandag, une émission de la VRT, par exemple, il déclare que faire la grève est l'apanage des paresseux (« staken is voor luieriken »), ce qui lui vaut de devoir présenter ses excuses quelques jours plus tard à quelques supporters du RSC Anderlecht mêlés aux grèves entourant la fermeture de l'usine Renault à Vilvorde,.
En 2001, Michel Verschueren reçoit « le prix de l'homophobie » à la suite de déclarations négatives à l'égard du milieu homosexuel. Il declara entre autres que « deux hommes ou deux femmes dans un même lit sont décadents » ou que « les homosexuels, lesbiennes et bisexuel(le)s sont contre-nature et vraiment malsains ». Se voyant bardé de critiques, il reste sur ses positions et répond : « Je ne change pas d'un iota mon point de vue ! », avant de regretter ses propos dix ans plus tard.
Il se mêle en 2014 au débat sur la possible augmentation des frais d'inscription auprès des instituts supérieurs en Flandre. Il adresse alors sur un blog le message suivant aux étudiants : « Pour pleurnicher et picoler, ils ont toujours du temps et de l'argent mais pas pour payer des frais d'inscription plus élevés. », ce qui lui rapporte une fois encore une volée de bois vert.
En mai 2015, il s'attaque de manière assez virulente à Filip Joos, analyste de Extra Time, un débat télévisé autour du football sur la VRT, en tempérant le fait que contrairement à ce que pensent certains supporters, celui-ci ne semble pas connaître le RSC Anderlecht si bien que cela.
Un mois plus tard, au milieu du tumulte provoqué par les débats autour de l'Eurostadium, il sort de son silence sur le réseau social Twitter et répond à Bart Verhaeghe et Roland Duchâtelet, respectivement présidents du Club de Bruges et du Standard de Liège, « Ceux de Bruges et de Liège feraient mieux de se taire car ils ont remporté le gros lot avec l’Euro 2000 grâce à Constant (Vanden Stock). ».
Son intérêt pour le monde extérieur au milieu du football, entraîne Michel Verschueren à se présenter en politique sur les listes de l'Open Vld en 2014,,. Il ne sera toutefois pas élu, ce qu'il reconnaît lui-même comme une bonne chose : « Dans le monde politique, mon style aurait provoqué des réactions trop violentes. ».

## Santé
Michel Verschueren est hospitalisé en 2009. On pense d'abord à une crise cardiaque mais il s'avère qu'il s'agit en fait d'une catarrhe des reins qui l'incapacite quelques semaines, il perd même un moment sa mobilité et l'usage de la parole mais remonte finalement la pente et est complètement rétabli,,. Il décède le 14 septembre 2022 au centre de soins Moutershof à Wolvertem,.

## Anecdotes
- Durant sa carrière de manager au RSC Anderlecht, le Sporting remporta une fois la Coupe de l'UEFA (1983) ef fut champion de Belgique à onze reprises (1981, 1985, 1986, 1987, 1991, 1993, 1994, 1995, 2000, 2001, 2004).
- Il fut l'instigateur et ardent défenseur de la BeNe-Ligue, une proposition de compétition censée rassembler les meilleures formations belges et néerlandaises dans le but de relever le niveau des clubs concernés[28], idée qu'il abandonne huit ans plus tard[29].
- Le restaurant Le Saint-Guidon fut un moment auréolé d'une étoile au Guide Michelin.
- C'est l'entraîneur Tomislav Ivić qui le surnomme « Mister Michel » au début des années 1980[5].
- Son second surnom, « Le Renard Argenté », lui vient de l'épouse de Constant Vanden Stock[5].
- Lors des élections législatives fédérales belges de 2014, il se présente comme candidat sur les listes de l'Open Vld mais n'est pas élu[19],[20],[24].
- Il est membre d'honneur de l'Union Royale Belge des Sociétés de Football-Association (URBSFA)[30].